# Нова Амазонія
«Нова Амазонія: передчуття майбутнього» (англ. New Amazonia: A Foretaste of the Future) — феміністичний утопічний роман, написаний Елізабет Бургойн Корбетт і вперше опублікований 1889 року. Це був один із елементів хвилі утопічної та антиутопічної літератури, яка відзначила кінець XIX та початок XX століть.

## Контекст
Корбетт написала роман у відповідь на відкритий лист місіс Гемфрі Ворд «Заклик проти жіночого виборчого права», опублікований у The Nineteenth Century і підписаний понад сотнею інших жінок проти розширення парламентського виборчого права на жінок.

## Сюжет
У своєму романі Корбетт уявляє успішний рух суфражисток, який зрештою породив породу високорозвинених «амазонок», які перетворили Ірландію на утопічне суспільство. Жінка-оповідач книги прокидається у 2472 році, подібно до того, як Джуліан Вест прокидається у 2000 році в романі Едварда Белламі «Погляд назад» (1888). Однак героїню Корбетта супроводжує чоловік її власного часу, який подібним чином прокинувся від сну гашишного сну і опинився в Новій Амазонії.
Вікторіанська жінка та чоловік отримують розповідь про перебіг історії від однієї з амазонок. На початку XX століття війна між Великою Британією та Ірландією винищила ірландське населення; британці заселили острів власними надлишковими жінками (після війни, в якій на боці Ірландії також брала участь Німеччина, що була союзником Британії та Франції, кількість британських жінок перевищувала кількість чоловіків утричі). Жінки стали домінувати в усіх сферах життя суспільства на острові, і завдяки своїм вищим здібностям створили утопію.
Після уроку історії йде екскурсія новим суспільством, яке втілює тоталітарну версію державного соціалізму. Чоловікам дозволено жити на острові, але вони не можуть обіймати політичні посади: «чоловічий уряд завжди відкривав можливості для вільного визнання корупції, несправедливості, аморальності та обмеженого самопрославляючого фанатизму». Державні посади та важливі професійні посади також обмежені особами, які ніколи не були одружені. Жителі Амазонії є вегетаріанцями, і держава гарантує доступність лише здорової їжі. Заборонено алкоголь і тютюн. Евтаназія знищує невиліковно божевільних, завзятих злочинців, недорозвинених або позашлюбних дітей. Від дуже слабких очікується самогубство. Для жінок перелюбство карається довічною ручною працею, для чоловіків — позбавленням майна з подальшою депортацією. Всі діти «вважаються власністю держави»; народження більше чотирьох дітей тягне за собою покарання. Держава контролює і отримує прибутки від усього імпорту та експорту (зокрема, ірландського льону та мережива). Береги ретельно охороняються, щоб запобігти контрабанді. Імміграція суворо контролюється, щоб виключити нероб. Всі громадяни проходять базову військову підготовку і формують ополчення, яке виявилося достатнім для відбиття вторгнень. Електрогідравлічні автомобілі, якими опікується уряд, забезпечують тихе та плавне пересування по всьому острову. Існує витончений і зручний, але обов'язковий національний одяг. Усе відбувається на наукових засадах. «Як тільки щось засуджується Матір'ю [тобто урядом], його ввезення або виробництво суворо забороняється». Бідність, убогість і хвороби практично невідомі; панують чистота, мир, здоров'я, гармонія і комфорт. Амазонки сповідують державну релігію, яка визнає «Дарувальника життя», якому слід дякувати. Вони вірять, що втілене життя прискорює прогрес до мудрості, чистоти і блаженства; прогрес продовжується і після тілесної смерті, але повільніше. Вони підтримують свою фізичну досконалість за допомогою «нервового омолодження», при якому життєва енергія собак передається людям. В результаті амазонки виростають до семи футів на зріст, живуть сотні років, але виглядають не старше сорока. Всі вони є «досконалими зразками краси, грації та гідності». Оповідачка сама пробує регенерацію нервів: «Відчуття, яке я пережила, за інтенсивністю ледве перевищувало укол шпилькою, але… я відчула себе на десять років молодшою і сильнішою, і пропорційно зраділа своїй удачі» (процедура, однак, є смертельною для собак).
Оповідачка дуже позитивно реагує на те, що вона бачить і дізнається; але її нерозумний і неосвічений товариш-чоловік реагує прямо протилежно й погано пристосовується — аж до того, що амазонки визнають його божевільним. Проте, оповідачка намагається захистити свого чоловіка, і в процесі випадково потрапляє назад у похмурі реалії вікторіанської Англії.

## Опір матріархату
Другий роман В. Г. Гадсона «Кришталева епоха» (1887), опублікований на два роки раніше, ніж книга Корбетт, також містить елемент сюжету про людину XIX століття, яка не може адаптуватися до матріархального суспільства майбутнього.

## Авторка
Авторка — журналістка з Ньюкасла Елізабет Корбетт, відома також як «Місіс Джордж Корбетт». Вона мала хорошу освіту. Подружжя з чоловіком-інженером мали чотирьох дітей, з яких троє вижили. Незважаючи на традиційні цінності доби, в якій вона жила та працювала, деякі з її п'ятнадцяти романів — містики, пригодницькі історії та мейнстрім фантастики — мають чіткі феміністичні теми та елементи.